# Cachoeira da Prata
Cachoeira da Prata is een gemeente in de Braziliaanse deelstaat Minas Gerais. De gemeente telt 3.936 inwoners (schatting 2009).

## Aangrenzende gemeenten
De gemeente grenst aan Fortuna de Minas en Inhaúma.